# Družbena ureditev v antičnem Rimu
Rimsko cesarstvo je bilo izredno multikulturno in je imelo "precej osupljivo zmožnost povezovanja", da je ustvarilo občutek skupne identitete, čeprav je v svojem političnem sistemu več stoletij zajemalo zelo različna ljudstva. Rimska pozornost ustvarjanju javnih spomenikov in skupnih prostorov, odprtih za vse - kot so forumi, amfiteatri, dirkališča in kopališča - je pomagala spodbujati občutek "rimskosti".
Rimska družba je imela več prekrivajočih se družbenih lestvic, ki jih sodobni koncepti "razreda" v slovenščini morda ne predstavljajo natančno. Dve desetletji državljanske vojne, po kateri je Avgust prevzel izključno oblast, sta tradicionalno rimsko družbo pustili v zmedi in potekajočih spremembah, vendar to obdobje ni povzročilo takojšnje prerazporeditve bogastva in družbene moči. Z vidika nižjih slojev je bil družbeni piramidi zgolj dodan vrh. Osebni odnosi - pokroviteljstvo, prijateljstvo (amicitia), družina, zakon - so še naprej vplivali na delovanje politike in vlade, tako kot v republiki. V Neronovem času (vladal 37-68 n. št.) pa že ni bilo nenavadno najti nekdanjega sužnja, ki je bil bogatejši od svobodno rojenega državljana, ali viteza z večjim vplivom, kot je bil senatorjev.
Zameglitev ali razpršenost bolj togih hierarhij republike je v času cesarstva privedla do povečane družbene mobilnosti, tako navzgor kot navzdol, in to v obsegu, ki je presegel katerokoli drugo dobro dokumentirano antično družbo. Ženske, osvobojenci in sužnji so dobili priložnost za izboljšanje svojega položaja in možnost vplivanja na svoje življenjsko pot na načine, ki so jim bili prej manj dostopni. Družbeno življenje v cesarstvu, zlasti za tiste z omejenim osebnim premoženjem, je nadalje spodbujalo širjenje prostovoljnih združenj in bratovščin (kolegiji in sodalitati), ustanovljenih za različne namene. Mednje so spadali obrtniški in trgovski cehi, veteranske skupine, verske skupnosti, pivski in gurmanski klubi, zasedbe uprizoritvenih umetnosti in pokopališke skupnosti.

### Pravni status
Po mnenju rimskega pravnika Gaja (ustvarjal 130-180 n. št.)  je bila v rimski zakonodaji o pravnih osebah jasna primarna delitev na svobodno rojene osebe (liberi) in sužnje (servi). Pravni status svobodnih oseb je natančneje opredeljevalo njihovo državljanstvo. 
Rimsko državljanstvo je bil privilegiran politični in pravni položaj, omejen na določene sloje rimskega prebivalstva in je prinašal določene pravice in obveznosti. Kategorije prebivalcev, ki so jim pripadale državljanske pravice, so se skozi zgodovino spreminjale, vendar so bile vseskozi omejene izključno na moške, katerih oče je bil rimski državljan.
Prebivalce, ki niso spadali v kategorijo rimskih državljanov, so delili na prebivalce področij, ki so bila pod rimsko oblastjo, podložnike vazalnih držav in rimskih zaveznic, ženske, ki niso imele političnih in drugih pravic, in sužnje, ki niso imeli nobenih pravic.

#### Ženske v rimskem pravu
Svobodno rojene rimske ženske so veljale za polnopravne državljanke po vsej republiki in cesarstvu, vendar niso imele volilne pravice, niso zasedale političnih funkcij ali služile vojske. Status matere je hkrati določal določal status njenih otrok, na kar kaže stavek ex duobus civibus Romanis natos ('otroci, rojeni od dveh rimskih državljanov').  Rimljanka je vse življenje obdržala svoje družinsko ime (nomen). Otroci so najpogosteje prevzeli očetovo ime, vendar so lahko privzeli tudi materino ime ali obe imeni.
Poroka, imenovana manus, je imela dve obliki: cum manu (z roko)in sine manu (brez roke). S poroko cum manu je žena prišla pod zakonski nadzor svojega moža, s poroko sine manu pa je ostala pod zakonskim nadzorom svojega očeta. To obliko poroke so v cesarstvu v veliki meri opustili. Ženska je po poroki sine manu lahko obdržala lastništvo nad premoženjem, ki ga je prinesla v zakonsko zvezo. Tehnično je ostala pod očetovo oblastjo, čeprav se je preselila v dom svojega moža, ko je njen oče umrl, pa je postala pravno samostojna.  Takšna ureditev je pomenila relativno visoko stopnjo neodvisnosti, ki so jo uživale rimske ženske v primerjavi z mnogimi drugimi starodavnimi kulturami in celo v primerjavi z družbami do moderne dobe. Ženska je bila v pravnih poslih odvisna od očeta, v zasebnem življenju pa je bila povsem samostojna. Mož nad njo ni imel nobene pravne moči.
Ženski je bilo v ponos, če je bila "ženska z enim moškim" (univira), se pravi da se je poročila samo enkrat, vendar je niso pretirano obsojali, če se je ločila in se po ločitvi ali smrti moža kmalu znova poročila.
Če je družinski oče umrl brez oporoke, so imele hčerke enake dedne pravice kot sinovi. Pravica rimske matere do lastnega premoženja in razpolaganja z njim po lastni presoji, vključno s pravico do lastne oporoke, je imela velik vpliv na njene tudi že odrasle otroke.
Avgustov program za obnovo tradicionalne morale in družbenega reda je poskušal urediti tudi vedenje moških in žensk kot sredstvo za spodbujanje družinskih vrednot. Prešuštvo, ki je bilo v Republiki zasebna družinska zadeva, je postalo kaznivo dejanje. Kot nedovoljeno spolno dejanje (stuprum) je bilo opredeljeno, če se je zgodilo med rimskim državljanom in poročeno žensko ali med poročeno žensko in katerim koli drugim moškim, ki ni bil njen mož. Država je tudi spodbujala rodnost: ženska, ki je rodila vsaj tri otroke, je prejela simbolične časti in višjo stopnjo pravne svobode (ius trium liberorum).
Ženske so zaradi svojega pravnega položaja in stopnje, do katere so postale emancipirane, lahko imele zasebno lastnino in sklepale pogodbe in posle, vključno s prevozom, proizvodnjo in posojanjem denarja. Napisi po vsem cesarstvu častijo ženske kot dobrotnice pri financiranju javnih del, kar pomeni, da so lahko pridobile in razpolagale s precejšnjim premoženjem. Slavolok Sergijcem, na primer, je financirala Salvia Postuma, ženska iz slavne družine. Največje stavbe na forumu v Pompejih je financirala Eumahija, svečenica boginje Venere.

#### Sužnji in z njimi povezana zakonodaja
V Avgustovem času je bilo v Rimskem cesarstvu kar 35% ljudi sužnjev, zaradi česar je bi Rim ena od petih zgodovinskih "suženjskih družb", v katerih so sužnji predstavljali vsaj petino prebivalstva in so imeli pomembno vlogo v gospodarstvu. Suženjstvo je bilo kompleksna institucija, ki je podpirala tradicionalne rimske družbene strukture in prispevala k ekonomski učinkovitosti. V urbanih okoljih so sužnji razen nekvalificiranih hišnih in drugačnih opravil opravljali tudi strokovna dela, na primer kot učitelji, zdravniki računovodje. Kmetijstvo in industrija, kot sta mlinarstvo in rudarstvo, sta temeljila na izkoriščanju sužnjev. Izven Italije so sužnji v povprečju predstavljali od 10% do 20% prebivalstva, v rimskem Egiptu še manj, na nekaterih grških območjih pa samo na določenih mestih. Širitev rimskega lastništva nad obdelovalno zemljo in industrijo je vplivala na že obstoječe prakse suženjstva v provincah. Institucija suženjstva je v 3. in 4. stoletju postopoma izgubljala svoj pomen, vendar je do 5. stoletja ostala sestavni del rimske družbe. Suženjstvo je postopoma prenehalo v 6. in 7. stoletju skupaj z upadanjem moči urbanih središč na Zahodu in razpadom zapletenega cesarskega gospodarstva, ki je ustvarjalo potrebe po njem.
Zakoni, ki so se nanašali na suženjstvo, so bili izjemno zapleteni. Po rimskem pravu so bili sužnji lastnina in ne pravne osebe. Lahko so bili izpostavljeni vsem oblikam telesnih kazni, ki se nad državljani običajno niso izvajaje, spolnemu izkoriščanju, mučenju in usmrtitvam. Sužnja po zakonu ni bilo mogoče posiliti, saj je bilo posilstvo mogoče storiti samo nad svobodnimi 
državljani. Posiljeni je lahko lastnika sužnja po Oglejskem zakonu preganjal zaradi premoženjske škode. Sužnji niso imeli pravice do zakonite zakonske zveze conubium, vendar so bile njihove zveze včasih priznane. Če sta bila oba partnerja osvobojena, sta se lahko poročila. Po uporih sužnjev v Republiki je zakonodaja pod Avgustom in njegovimi nasledniki poskušala omejiti možnost uporov z omejevanjem velikosti delovnih skupin sužnjev in lovom na pobegle sužnje.
Tehnično gledano suženj ni mogel imeti osebne lastnine, suženj, ki je opravljal nek posel, pa je lahko dobil dostop do svojega računa ali sklada (peculium), ki ga je lahko uporabljal, kot da je njegov lasten. Pogoji za uporabo tega računa so se razlikovali glede na stopnjo zaupanja in sodelovanja med lastnikom in sužnjem: suženj s smislom za posel in dobrim manevrskim prostorom za ustvarjanje dobička je lahko dobil dovoljenje, da je obdržal del zaslužka. V gospodinjstvu ali na delovnem mestu je pogosto obstajala hierarhija sužnjev, v kateri je en suženj deloval kot gospodar drugih sužnjev.
Sčasoma so sužnji pridobili višjo raven pravne zaščite, vključno s pravico do vlaganja pritožb proti svojim gospodarjem. Račun za prodajo sužnja je lahko vseboval tudi določila, na primer to, da sužnja ne more biti zaposlena kot prostitutka, saj so bile prostitutke v starem Rimu pogosto prav sužnje. Naraščajoča trgovina s sužnji evnuhi v poznem 1. stoletju n. št. je spodbudila zakonodajo, ki je prepovedovala kastracijo sužnja proti njegovi volji.
Rimsko suženjstvo ni temeljilo na rasi. Sužnje so dobivali iz cele Evrope in Sredozemlja, vključno z Galijo, Hispanijo, Germanijo, Britanijo, Balkanom in Grčijo. Sužnji na Apeninskem polotoku so bili večinoma avtohtoni Itali in ne tujci. Delež tistih, ki so bili rojeni izven Apeninskega polotoka, je na vrhuncu ocenjen na samo 5% celotnega prebivalstva. Sužnji izven Evrope so bili večinoma grškega porekla, medtem ko se judovski sužnji nikoli niso popolnoma stopili z rimsko družbo in so ostali prepoznavna manjšina. Sužnji, zlasti tisti s poreklom izven Apeninskega polotoka, so imeli večjo umrljivost in manjšo rodnost od domačinov. Povprečna življenjska doba sužnjev v Rimu je bila izredno nizka: 17,2 let za moške in 17,9 let za ženske.
V republikanskem obdobju širjenja Rima so bili glavni vir sužnjev vojni ujetniki. Raznolikost narodnosti med sužnji je do neke mere odražala pripadnost vojskam, ki jih je Rim premagal v osvajalskih vojnah. Po osvojitvi Grčije, na primer, so v Rim pripeljali veliko visoko usposobljenih in izobraženih sužnjev. S sužnji so trgovali tudi na tržnicah, včasih pa so jih prodajali tudi pirati. Med druge vire sužnjev so spadali zapuščeni otroci in obubožani prebivalci. Posebna kategorija sužnjev so bili verni, rojeni sužnjem v gospodinjstu, posestvih in kmetijah. Verni niso imeli posebnega pravnega statusa, vendar se je lastnik, ki je slabo ravnal z njimi ali slabo skrbel zanje, soočil z družbenim neodobravanjem. Verni  so veljali za del družinskega gospodinjstva in so bili v veliko primerih otroci svobodnih moških iz teh družin.
Nadarjeni sužnji s smislom za posel so lahko zbrali dovolj veliko denarja, da so si kupili svobodo ali začeli opravljati svoj posel. Osvobajanje sužnjev je sčasoma postal tako pogosto, da je cesarstvo leta 2 pr. n. št. sprejelo zakon Lex Fufia Caninia, ki je omejeval število sužnjev, ki jih je lastnik lahko osvobodil po svoji volji.

#### Osvobojenci
Rimsko cesarstvo se je od grških mestnih držav razlikovalo po tem, da je osvobojenim sužnjem omogočalo, da postanjejo rimski državljani. Suženj rimskega državljana po osvoboditvi ni užival samo pasivne svobode brez lastništva, temveč tudi aktivno politično svobodo (libertas), vključno z volilno pravico. Suženj, ki je pridobil libertas, je postal libertus (ženska liberta, osvobojenec/osvobojenka) svojega gospodarja, ki je postal njegov pokrovitelj (patronus). Obe strani sta še naprej imeli dogovorne in pravne obveznosti. Osvobojeni sužnji kot družbeni razred so se imenovali libertini. Izraza  libertus in libertinus sta kasneje postala zamenljiva.
Libertin ni imel pravice opravljati javnih funkcij ali biti eden od najvišjih državnih svečenikov, lahko pa je bil svečenik v cesarjevem kultu. Ni se mogel poročiti z žensko iz senatorske družine niti sam doseči položaja senatorja. V zgodnjem cesarstvu so osvobojenci v vladni birokraciji kljub temu že zasedali ključne položaje, zato je cesar Hadrijan njihove možnosti omejil z zakonom. Vsi otroci osvobojenca, rojeni po njegovi osvoboditvi, so se rodili svobodni s polnimi pravicami do državljanstva.
Vzpon uspešnih osvobojencev, bodisi zaradi političnega vpliva v cesarski slušžbi bodisi zaradi bogastva, je bil značilen za zgodnjo cesarsko družbo. Dosežke zelo uspešnih osvobojencev dokazujejo napisi po celem cesarstvu. Osvobojenci so bili na primer lastniki nekaj najbolj razkošnih hiš v Pompejih, med njimi tudi hiše Vettii. Iz množice novih bogataških osvobojencev so se norčevali v liku Trimalhija v delu Satyricon, ki ga je Petronj napisal v času cesarja Nerona. Takšni posamezniki, čeprav izjeme, kažejo na naraščajočo socialno mobilnost, ki je zavladala v cesarstvu.

### Ordo
Latinska beseda ordo (množina ordines) se nanaša na družbeni položaj posameznika. Beseda bi se v slovenščino lahko prevedla kot red, rang ali razred, vendar noben prevod ni natančen. Eden od namenov rimskega popisa prebivalstva je bil določitev ordo, kateremu je posameznik pripadal. Dva najvišja rimska ordines sta bila senatorski in viteški. Izven Rima so bili dekuriji, znani tudi kot curiales (grško bouleutai), najvišji vladajoči ordo v posameznem mestu.
Senator v Starem Rimu ni bil voljena funkcija. Posameznik je bil sprejet v senat, če je bil izvoljen za sodnika in je to službo opravljal vsaj en mandat. Razen tega je moralo biti njegovo premoženje vredno najmanj milijon sestercev, kar so ugotavljali s popisom prebivalstva. Cesar Neron je številnim senatorjem iz starih družin, ki so preveč obubožali, da bi lahko bili senatorji, daroval visoka denarna sredstva in si s tem kupoval njihovo naklonjenost. Možje, ki so izpolnjevali pogoje  ordo senatorius, se pogosto niso odločili sesti na senatorski sedež, ker je zahteval pravni domicil v Rimu. Cesarji so zato prosta mesta v 600-članskem telesu pogosto zapolnili z imenovanjem. Ordo senatorius je pripadal tudi sinu senatorja, vendar je moral izpolnjevati vse pogoje za članstvo v senatu. Senatorja so zaradi kršenja moralnih standardov lahko odstranili. Prepovedano mu je bilo na primer poročiti se z osvobojenko ali se boriti v areni.
V Neronovem obdobju so bili senatorji še vedno predvsem iz Rima in drugih delov Apeninskega polotoka. Nekaj senatorjev je že prišlo s Pirenejskega polotoka in južne Galije Možje iz grško govorečih provinc na vzhodu so se začeli vključevati v času cesarja Vespazijana. Prvi senator iz najbolj vzhodne province Kapadokije, imenoval se je Tiberij Klavdij Gordijan, je bil v senat sprejet v času Marka Avrelija. V času dinastije Severov (193–235) so Italijani zasedali manj kot polovico senata. V 3. stoletju je domicil v Rimu postala nepraktičen. Napisi na spomenikih in zgradbah že dokazujejo obstoj senatorjev, ki so politično delovali v svoji domovini (patria).
Položaj senatorja je imel pridih prestiža. Senatorji so bili tradicionalno vladajoči sloj, ki se je na različne načine (cursus honorum) povzpel na vrh družbene lestvice. Člani viteškega reda (konjeniki) so bili pogosto bolj bogati od njih in imeli večjo politično moč. Članstvo v viteškem redu je temeljilo na premoženju. V zgodnjem Rimu so sposobni konjeniki ali vitezi služili v konjeniških enotah kot "javni konji", čeprav je bilo služenje v konjenici v cesarstvu ločena funkcija. Pogoj za vstop v viteški red je bilo premoženje najmanj 400.000 sestercev in vsaj tri generacije svobodno rojenih prednikov. Popis prebivalstva leta 28 pr. n. št. je odkril veliko število mož, ki so se kvalificirali za viteze, popis leta 14 n. št. leta 14 pa, da je bilo samo v Cadizu in Padovi registriranih tisoč pripadnikov viteškega reda. Vitezi so se lahko preko svoje vojaške kariere (tres militiae) povzpeli na visoke položaje prefektov in prokuristov v državni upravi.
Vzpon provincialnih moških v senatorske in viteške redove je dokaz družbene mobilnosti v prvih treh stoletjih cesarstva. Rimska aristokracija je temeljila na konkurenci in v nasprotju s poznejšim evropskim plemstvom ni mogla ohraniti svojega položaja zgolj z dedovanjem ali lastništvom zemljišč. Vzpon v višje ordine je prinesel čast in privilegije, a tudi številne odgovornosti. V antiki je bilo mesto odvisno od svojih vodilnih meščanov in njihovega financiranja javnih del, prireditev in storitev in ne od davkov, s katerimi se je financirala predvsem vojska. Za ohranjanje položaja senatorja ali viteza so bili potrebni ogromni osebni izdatki. Dekurioni so bili tako pomembni za delovanje mest, da je v poznem cesarstvu, ko so se vrste mestnega sveta izčrpale, centralna vlada dekurijone, ki so se povzpeli v senat, spodbujala, da se odpovejo svojim sedežem in se vrnejo v svoje rojstne kraje in si prizadevajo ohraniti mestno življenje.
V poznejšem cesarstvu so dignitas (dostojanstveniki), ki so zasedali senatorski ali viteški položaj, še dodatno ozaljšali z nazivi, na primer z vir illustris, sijajen mož. Naslov  clarissimus  (grško lamprotate, presvetli) se je uporabljal samo za določene senatorje in njihove družinske člane, vključno z ženskami. Stopnje viteštva so se sčasoma zelo razbohotile. Tisti, ki so bili v cesarski službi, so bili razvrščeni po plačnem razredu. Vitez s 60.000 sestercev letno je bil seksagenarij, s 100.000 sestercev centenarij in z  200.000 sestercev ducenarij. Naslov eminentissimus, najuglednejši (grško exochôtatos) je bil rezerviran za viteze, ki so bili pretorijanski prefekti. Višji viteški uradniki so bili na splošno perfectissimi, najpopolnejši  (grško diasêmotatoi), nižji pa samo egregii, izjemni (grško kratistos).

#### Neenaka pravičnost
Ko je republikansko načelo enakosti državljanov pred zakonom izzvenelo, so simbolni in socialni privilegiji višjih slojev privedli do neformalne delitve rimske družbe na tiste, ki so si pridobili večje časti (honestiores), in na tiste, ki so bili ponižnejši (humiliores). Na splošno so bili honestiores člani treh višjih ordines skupaj z nekaterimi vojaškimi častniki. Zdi se, da je podelitev univerzalnega državljanstva leta 212 povečala konkurenčnost in željo višjih slojev po potrditvi njihove premoči nad drugimi državljani, zlasti v sodstvu. Kazni so bile odvisne od presoje uradno predsedujočega sodnika, ki je upošteval tudi relativno "dostojanstvo" (dignitas) obtoženega. Za kaznivo dejanje, za katero je bil humilior lahko javno prebičan, je honestior plačal le globo. 
Smrtna kazen je bila v času Republike za svobodne moške redka pravna sankcija tudi za hujše zločine, Za državljana cesarstva, ki so se šteli za "bolj častne", je bila lahko hitra in sorazmerno neboleča, medtem ko je bila za nižje sloje povezana z mučenjem in dolgotrajnim umiranjem, kakršno je bilo v preteklosti razervirano za sužnje. Na smrt obsojene so na primer križali ali jih izpostavili divjim živalim kot del iger v arenah. V zgodnjem cesarstvu so spreobrnjenci v krščanstvo lahko izgubili položaj honestiores, zlasti če niso hoteli izpolnjevati verskih obveznosti rimskih državljanov. Država je s takšnim ravnanjem nehote ustvarila pogoje za mučeništvo.